# Rue du Cirque (Paris)
Pour les articles homonymes, voir Rue du Cirque.
La rue du Cirque est une voie du 8e arrondissement de Paris.

## Situation et accès
Longue de 240 mètres, elle commence 40, avenue Gabriel et se termine 63, rue du Faubourg-Saint-Honoré.
Le quartier est desservi par les lignes 1 et 13 à la station Champs-Élysées - Clemenceau et par les lignes 1 et 9 à la station Franklin D. Roosevelt.

## Origine du nom
Elle porte ce nom parce qu'elle débouchait en face de l'ancien cirque des Champs-Élysées, ou Cirque d'Été, situé dans le carré Marigny et qui fut démoli en 1900 lors de l'Exposition universelle.

## Historique

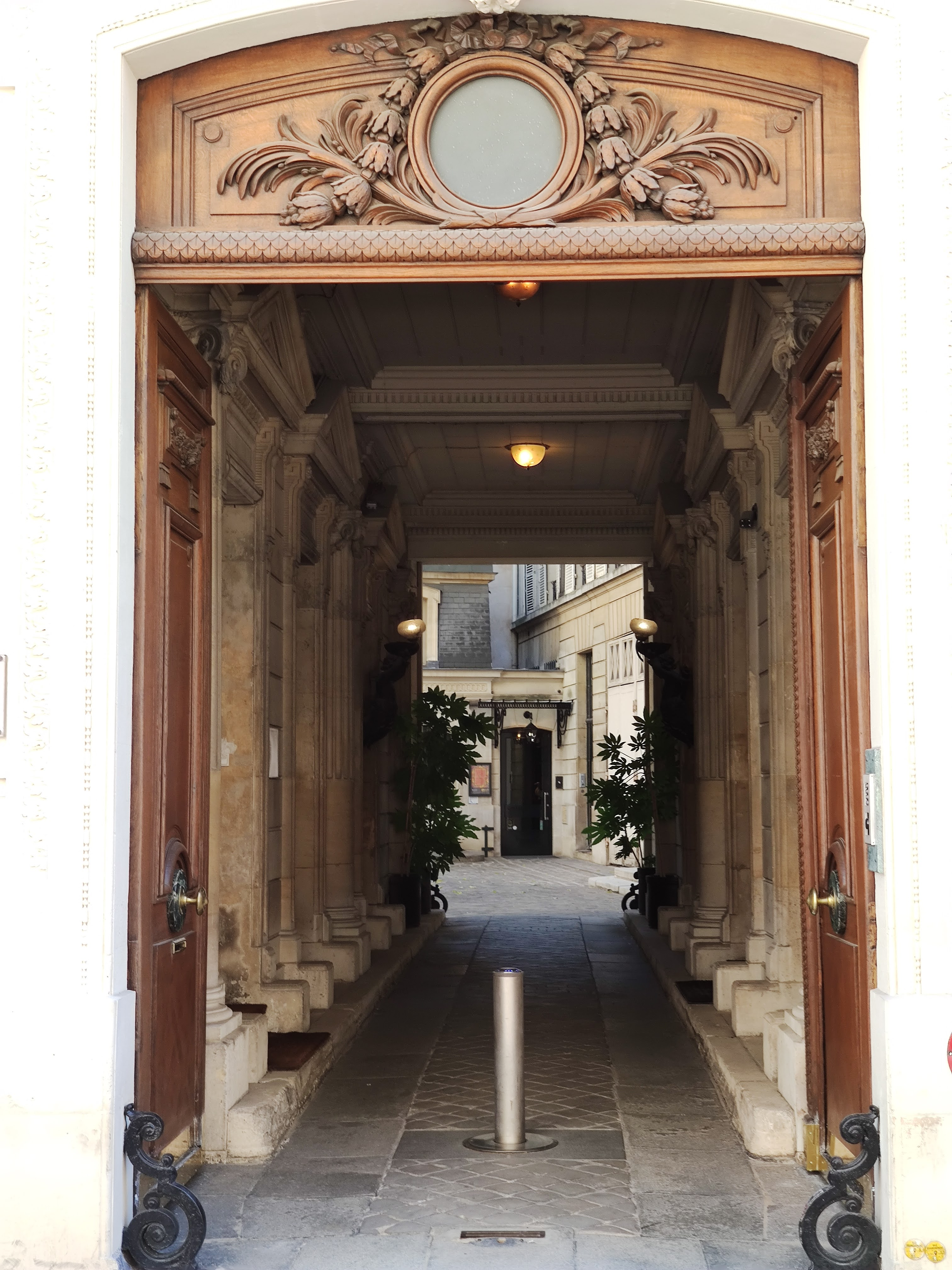
No 6.

Cette voie est ouverte, sur des terrains appartenant au duc de Galliera, par une ordonnance du 4 mai 1847 sous le nom de « rue de Joinville »  en l’honneur du prince de Joinville, fils du roi Louis-Philippe avant de prendre sa dénomination actuelle en février 1849.
Selon le marquis de Rochegude, le célèbre jardinier André Le Nôtre (1613-1700) avait une maison de campagne à cet emplacement au XVIIe siècle.

## Bâtiments remarquables et lieux de mémoire
- No 3 : domicile du capitaine aviateur René Fonck (1894-1953), « As des as » français et alliés de la Première Guerre mondiale avec 75 victoires. Une plaque commémorative mentionne qu'il y  est mort le 18 juin 1953.
- No 5 : domicile en 1910 de Charles Le Bargy (1858-1936), sociétaire de la Comédie-Française[2] ; Teresa Milanollo (1827-1904) célèbre violoniste née à Savillan (Piémont) a habité à cette adresse avec son mari, le général Théodore Parmentier, et y est décédée[3].
- No 6 : Reynaldo Hahn (1874-1947), compositeur et chef d’orchestre, y vécut de 1878 à 1897[4]. Le 22 décembre 1948, une pétition de ses amis et admirateurs demande que son nom soit donné à la rue[5].
- No 7 : siège d'Air France depuis 2022 et son départ de l'aérogare des Invalides[6],[7].
- No 8 : François Piétri (1882-1966), député et ministre, y a habité[8] jusqu'à sa mort.

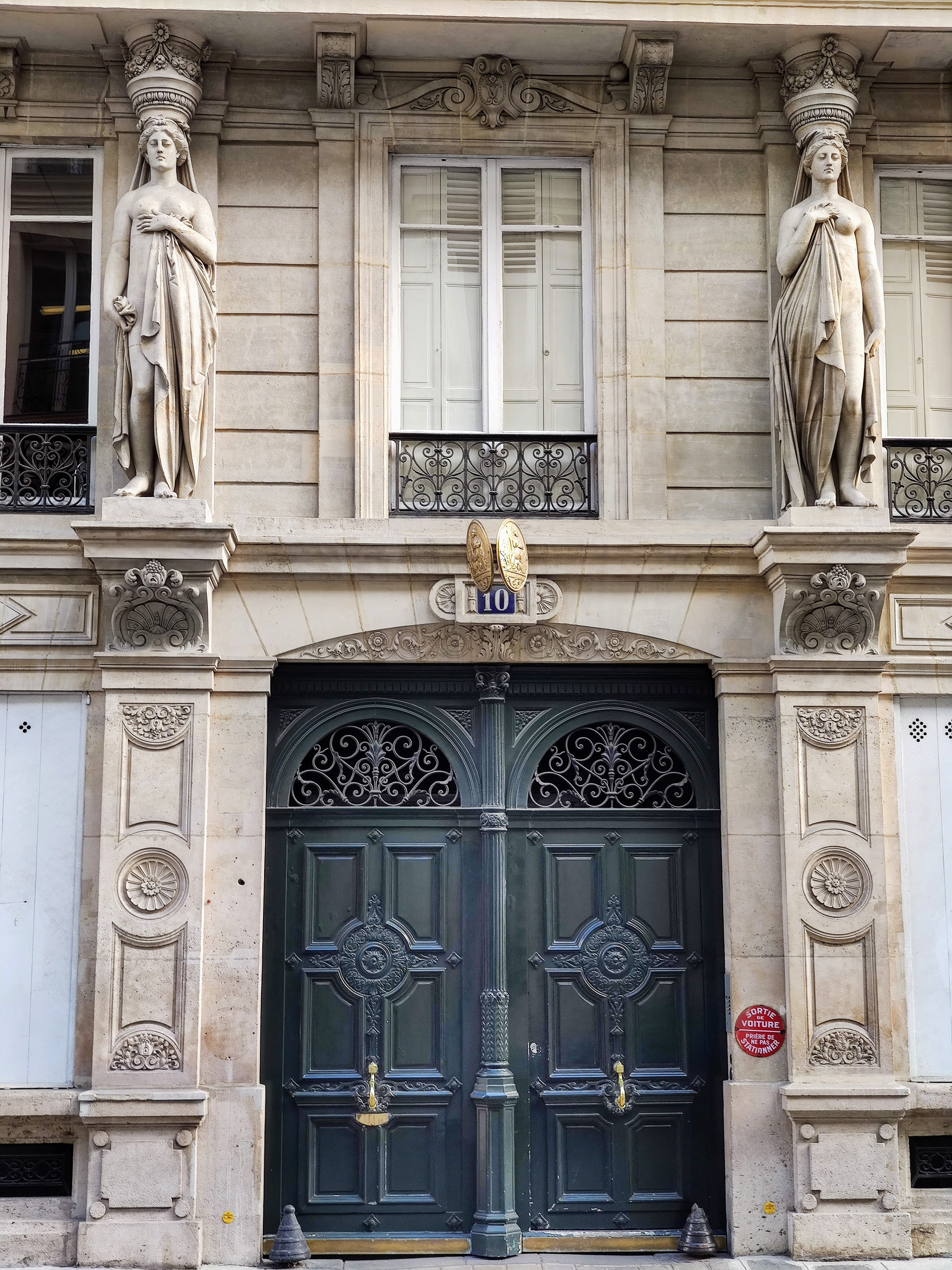
No 10.

- No 10 : immeuble de 1861, signé Sédille[9].
- No 14 : domicile d'Harriet Howard lorsque son amant le prince-président Louis-Napoléon Bonaparte (futur empereur Napoléon III) résidait au palais de l’Élysée tout proche, après avoir été élu président de la République française[10],[11].
- No 16 : arrière de l’hôtel de Marigny.
- No 17 : Eugène Tisserand, agronome, y a vécu.
- No 19 : domicile en 1910 de Marietta Ricotti, danseuse de l’Opéra de Paris[2].
- No 20 : lieu de rencontre du président de la République française, François Hollande, et de l'actrice Julie Gayet jusqu'en 2013, selon le magazine Closer.

## Dans la culture populaire
L’intrigue du roman policier Maigret hésite, écrit par Georges Simenon en 1968 et publié la même année, se déroule avenue de Marigny mais, dans l'adaptation filmée, elle a pour cadre la  rue du Cirque (on peut voir le commissaire Maigret, joué par Jean Richard, entrer au no 6). 

## Sources
- Félix de Rochegude, Promenades dans toutes les rues de Paris. VIIIe arrondissement, Paris, Hachette, 1910. .